# Daniella Monet
Daniella Monet, nascuda Daniella Monet Zuvic (West Hills, Califòrnia, 1 de març de 1989) és una actriu, cantant i ballarina estatunidenca, més coneguda per interpretar diversos papers com a convidada de TV i protagonitzà com Trina Vega, germana de Tori Vega, en la sèrie de Nickelodeon, Victorious, (2010-2013) i com a Rebecca en Zoey 101 (2006-2007).